# Зурабиани, Олег
Олег Зурабиани (груз. ოლეგ ზურაბიანი; род. 15 мая 1957, Рача-Лечхуми и Квемо-Сванети) — советский дзюдоист, чемпион СССР, призёр чемпионата Европы, участник летних Олимпийских игр 1976 года в Монреале, мастер спорта СССР международного класса. Выступал в лёгкой весовой категории (до 63 кг). Представлял клуб «Спартак» (Тбилиси). На Олимпиаде выбыл из борьбы в первом круге, проиграв итальянцу Феличе Мариани.

## Спортивные результаты
- Чемпионат СССР по дзюдо 1976 года — .